# Фошіандора
Фошіандора (італ. Fosciandora) — муніципалітет в Італії, у регіоні Тоскана,  провінція Лукка.
Фошіандора розташована на відстані близько 300 км на північний захід від Рима, 75 км на північний захід від Флоренції, 30 км на північ від Лукки.
Населення — 607 осіб (2014).
Щорічний фестиваль відбувається 20 січня. Покровитель — San Sebastiano.

## Демографія
Населення за роками:

Станом на 1 січня 2023 року в муніципалітеті офіційно проживало 49 іноземців з 7 країн, серед них 13 громадян країн Євросоюзу.

## Сусідні муніципалітети
- Барга
- Кастельнуово-ді-Гарфаньяна
- Галлікано
- П'єве-Фошіана
- П'євепелаго